# Délivrance (X-Files)
Délivrance (Sein und Zeit et Closure) est un double épisode constituant les 10e et 11e épisodes de la saison 7 de la série télévisée X-Files. Dans cet épisode, qui fait partie de l'arc mythologique de la série, Mulder apprend enfin la vérité sur ce qui est arrivé à sa sœur disparue.

## Résumé
Mulder demande à Skinner la permission d'enquêter sur la disparition à Sacramento de la jeune Amber Lynn LaPierre. Il finit par l'obtenir après un refus initial et part interroger les parents de la petite fille qui mentionnent une note laissée près du lit d'Amber et faisant allusion au père Noël. Mulder trouve dans ce détail des ressemblances avec une disparition ayant eu lieu en 1987. Plus tard, la mère de Mulder est trouvée morte, apparemment un suicide. Mulder pense que c'est un meurtre et demande à Scully de l'autopsier.

## Distribution
- David Duchovny : Fox Mulder
- Gillian Anderson : Dana Scully
- Mitch Pileggi : Walter Skinner
- Rebecca Toolan : Teena Mulder
- Megan Corletto : Amber Lynn LaPierre
- Mark Rolston : Bud LaPierre (première partie seulement)
- Shareen Mitchell : Billie LaPierre (première partie seulement)
- Spencer Garrett : Harry Bring (première partie seulement)
- Kim Darby : Kathy Lee Tencate (première partie seulement)
- Martin Grey : l'agent Flagler (première partie seulement)
- Randall Bosley : Ed Truelove (première partie seulement)
- William B. Davis : l'homme à la cigarette (deuxième partie seulement)
- Anthony Heald : Harold Piller (deuxième partie seulement)
- Stanley Anderson : l'agent Lewis Schoniger (deuxième partie seulement)

## Production
Le titre original de la première partie, Sein und Zeit, signifie en allemand « Être et Temps » et fait référence au livre le plus connu du philosophe Martin Heidegger. La tagline habituelle du générique, The Truth Is Out There, est transformée pour la deuxième partie de l'épisode en Believe to Understand (« Croire pour comprendre »).
Le morceau de Moby, My Weakness, tiré de son album Play, est utilisé deux fois durant l'épisode.

## Accueil

### Audiences
Lors de sa première diffusion aux États-Unis, la première partie de l'épisode réalise un score de 8,4 sur l'échelle de Nielsen, avec 12 % de parts de marché, et est regardé par 13,95 millions de téléspectateurs. La deuxième partie obtient quant à elle un score de 9,1 avec 13 % de parts de marché, et est suivie par 15,35 millions de téléspectateurs.

### Critique
L'épisode reçoit un accueil globalement favorable. Le site Le Monde des Avengers lui donne la note de 4/4. Dans son livre, Tom Kessenich délivre une critique favorable, estimant que malgré quelques contradictions avec des indices laissées précédemment sur le destin de Samantha Mulder, il comporte des scènes mémorables, notamment son final « éthéré ». Todd VanDerWerff et Zack Handlen, du site The A.V. Club, donnent aux deux parties la même note de A-,. Dans leur livre sur la série, Robert Shearman et Lars Pearson donnent respectivement aux deux parties les notes de 5/5 et 4/5. Rich Rosell, du site Digitally Obsessed, donne respectivement aux deux parties les notes de 4,5/5 et 3/5.
Paula Vitaris, de Cinefantastique, donne respectivement aux deux parties les notes de 2/4 et 1,5/4.